# ブリケラージオ
ブリケラージオ（伊: Bricherasio）は、イタリア共和国ピエモンテ州トリノ県にある、人口約4,600人の基礎自治体（コムーネ）。

## 地理

### 位置・広がり

#### 隣接コムーネ
隣接するコムーネは以下の通り。
- アングローニャ
- ビビアーナ
- カンピリオーネ＝フェニーレ
- カヴール
- ガルツィリアーナ
- ルゼルナ・サン・ジョヴァンニ
- オザスコ
- プラロスティーノ
- サン・セコンド・ディ・ピネローロ

## 行政

### 分離集落
ブリケラージオには、以下の分離集落（フラツィオーネ）がある。
Cappella Merli, Cappella Moreri, Rivà, San Michele, Sopravilla, Cuccia

## 姉妹都市
- Bell Ville、アルゼンチン 1998年
- Chorges、フランス 2003年